# Organització territorial de Grenada

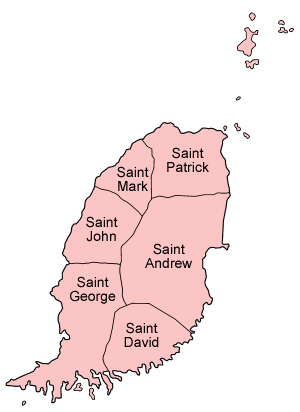
Les 6 parròquies de l'illa de Grenada.

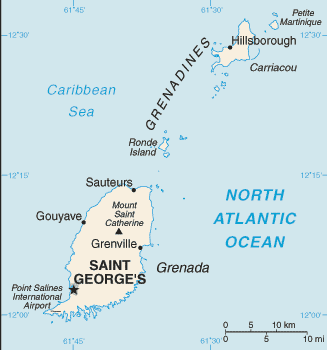
Localització de la dependència de Carriacou i la Petita Martinica a l'extrem nord-est de l'estat.

L'organització territorial de Grenada està basada en les parròquies (parishes, en anglès), unitats territorials vinculades tradicionalment a una església parroquial però que han esdevingut amb el temps els elements per a la gestió administrativa a nivell local. En total, són 6 parròquies. Hi ha una excepció a la norma que la constitueixen les illes del nord de Carriacou i la Petita Martinica, ambdues dins de l'arxipèlag de les Grenadines, que, per la seva llunyania, tenen una certa autonomia, amb la categoria de dependència i un estatut d'autonomia des de 1995.

## Llista de parròquies i dependències
Així doncs la divisió territorial consta de 7 elements en total, que són:
| Nr. | Nom                             | Nom oficial                     | Categoria   | Capital        | Superfície (km²) |
| --- | ------------------------------- | ------------------------------- | ----------- | -------------- | ---------------- |
| 1   | Sant Andreu                     | Saint Andrew                    | Parròquia   | Grenville      | 99               |
| 2   | Sant David                      | Saint David                     | Parròquia   | Saint David's  | 44               |
| 3   | Sant Jordi                      | Saint George                    | Parròquia   | Saint George's | 65               |
| 4   | Sant Joan                       | Saint John                      | Parròquia   | Gouyave        | 35               |
| 5   | Sant Marc                       | Saint Mark                      | Parròquia   | Victoria       | 25               |
| 6   | Sant Patrici                    | Saint Patrick                   | Parròquia   | Sauteurs       | 42               |
| 7   | Carriacou i la Petita Martinica | Carriacou and Petite Martinique | Dependència | Hillsborough   | 36               |